# PostScript
PostScript (skraćeno: PS) je programski jezik tvrtkeAdobe Systems, namijenjen grafici, primarno stolnom izdavaštvu.
Njegova glavna namjena je vektorski opis stranice. Jezik je zasnovan na tzv. stacku. Koristi se primarno za upravljanje tiskarskim strojevima (printerima) i unutar dokumenata koji koriste PDF format zapisa.
PostScript su 1982. godine razvili John Warnock i Charles Geschke.

## Upotreba u tiskarstvu

### Prije PostScripta
Prije uvođenja PostScripta, tiskarski strojevi su dizajnirani za ispis znakova iz ASCII sustava. Postojalo je nekoliko tehnologija za taj zadatak, ali većina dijele svojstvo da je glifove (simbole) bilo teško fizički mijenjati, jer su bili odliveni na tipkama pisaćeg stroja, metalnim trakama (?), ili optičkim pločama (?).
To se promijenilo u određenoj mjeri s povećanjem popularnosti matričnih pisača. Likovi u tim sustavima su bili izvedeni kao niz točaka, kako je definirano u tablici fonta unutar pisača. Kako su postajali sofisticiraniji, matrični pisači su počeli uključivati nekoliko ugrađenih fontova iz kojih je korisnik mogao birati, a neki modeli su dozvoljavali korisnicima da postave svoje vlastite prilagođene glifove unutar pisača.
Matrični pisači također uvode mogućnost ispisa rasterske grafike. Grafika je interpretirana od strane računala i poslana kao niz točaka na pisač pomoću serije escape sekvence. Ti kontrolni tiskarski jezici su varirali od printera do printera, zahtijevajući od programera da stvaraju brojne upravljačke programe tzv. drivere.
Tisak vektorske grafike je ostavljen za uređaje posebne namjene, pod nazivom crtala tzv. ploteri. Gotovo svi ploteri su dijelili zajednički naredbeni jezik, HPGL (Hewlett-Packard Graphics Language), ali su bili ograničene uporabe za nešto drugo osim za ispis grafike. Osim toga, bili su skupi i spori, i stoga rijetki.

### PostScript tisak
Laserski printeri kombiniraju najbolje značajke printera i plotera. Kao i ploteri, laserski printeri nude visoku kvalitetu crteža, a kao matrični pisači su u mogućnosti generirati stranice teksta i rasterske grafike. Međutim, za razliku od printera ili plotera, laserski pisač omogućuje postavljanje visoko kvalitete grafike i teksta na istu stranicu. PostScript je omogućio da se u potpunosti iskoristite te karakteristike, nudeći jedan kontrolni jezik koji se može koristiti na bilo kojem brandu printera.
PostScript je otišao dalje od tipičnog upravljačkog jezika i postao svojstven programski jezik. Mnoge aplikacije mogu transformirati dokument u PostScript program čije će izvršenje rezultirati originalnim dokumentom. Ovaj program može biti poslan interpreteru u printer, što rezultira tiskanom dokumentu, ili unutar neke druge aplikacije, koja će prikazati dokument na ekranu. S obzirom na to da je dokument-program isti bez obzira na svoje odredište, on je neovisan o uređaju.
PostScript je značajan za implementiranje "on-fly" rasterizacije; sve, čak i tekst je naznačen u pojam ravnih linija i kubičnih Bézierova krivulja (prethodno prisutne samo u CAD aplikacijama), što omogućuje proizvoljno skaliranje, rotiranje i druge transformacije. Kada je PostScript program interpretiran, prevoditelj pretvara ove upute u točkice kojima se formira izlaz. Iz tog razloga PostScript interpreteri (tumači) ponekad se nazivaju PostScript Raster Image Processors, ili RIP's.

### Upravljanje fontovima
Gotovo složeno kao i sam PostScript jest njegovo rukovanje fontovima. Font sustav koristi PS grafičke primitive za crtanje glifova kao linijskih crteža, koji se tada mogu renderirati u bilo kojoj rezoluciji. Brojna tipografska pitanjima se moraju uzeti u obzir s ovim pristupom.
Jedan problem je u tome što se fontovi zapravo ne skaliraju linearno u malim veličinama; značajke simbola postaju razmjerno preveliki ili premali i počnu izgledati krivo. PostScript je izbjegao ovaj problem s uključivanjem aluzija u obliku natuknica na font, u kojem su dane dodatne informacije u horizontalnim ili vertikalnim trakama da pomognu identificirati značajke u svakom slovu koje je važno da se održi tijekom rasterizacije. Rezultat je znatno bolji izgled fontova i pri niskoj rezoluciji; prije se vjerovalo da je ručno podešavanje bitmap fontova potrebno za taj zadatak.
U to vrijeme, tehnologija uključivanja ovih natuknica u fontovima je bila pomno čuvana, a natuknice za fontove su komprimirane i kodirane u ono što Adobe naziva Type 1 Font (također poznat kao PostScript Type 1 Font, PS1, T1 ili Adobe Type 1). Type 1 je zapravo pojednostavljeni PS sustav koji pohranjuje samo outline informacije (vanjski obris slova?), a ne potpun jezik (PDF je sličan u tom smislu). Adobe je zatim prodavo licence za Type 1 tehnologiju onima koji su željeli dodati natuknice vlastitim fontovima. Oni koji se nisu licencirali na tehnologiju su ostali s Type 3 fontovima (također poznati kao PostScript Type Font 3, PS3 ili T3). Type 3 fontovi su svima dozvoljavali sofisticiranost PostScript jezika, ali bez standardiziranog pristupa aludiranja natuknicama.
Type Font 2 format je osmišljen kako bi se koristito s Compact Font Format (HNS) charstrings, te je implementiran kako bi se smanjila ukupna veličina font datoteke. HNS / Type2 format je kasnije postao osnova za rukovanje PostScript linijskim obrisima u OpenType fontovima.
CID-keyed font format je osmišljen kako bi riješio probleme u OCF/Type 0 fontovima, za adresiranje složenog kodiranja azijskog jezika (CJK)  i pitanja vrlo velikog skupa znakova. CID-keyed Font format se može koristiti uz Type 1 font format za standardne CID-keyed fontove, ili Type 2 za CID-keyed OpenType fontove.
Da bi se natjecao s Adobe sustavom, Apple je dizajnirao svoj sustav, TrueType oko 1991. Odmah nakon objavljivanja TrueType, Adobe je objavio specifikacije za Type 1 font format. Programski alati kao što je Altsys Fontographer (Macromedia ga je otkupila u siječnju 1995, a u vlasništvu FontLab od svibnja 2005.) su dodali mogućnost stvaranja Type 1 fontova. Od tada, mnogi besplatni Type 1 fontovi su bili objavljeni; na primjer, fontovi koji se koriste s TeX sustavom slaganja slova, dostupni su u ovom formatu.
U ranim 1990-im bilo je nekoliko drugih sustava za pohranu fontova baziranih na outlineu, koje su npr. razvili Bitstream i METAFONT, ali nijedan nije uključivao rješenja za opću namjenu u tisku te stoga nisu bili u širokoj upotrebi.
U kasnim 1990-im, Adobe se pridružio Microsoftu u razvoju OpenType, funkcionalni superset Type 1 i TrueType formata. Kada se ispisuje na PostScript izlaznom uređaju, nepotrebni dijelovi OpenType font se izostavljaju, a ono što driver šalje uređaju je isto što bi slao kod TrueType ili Type 1 fontova, ovisno o tome koja vrsta obrisa je bila prisutna u OpenType fontu.

### Ostale primjene
1980 -tih, Adobe je privukao većinu svojih prihoda od naknada za licenciranje za njihove provedbe PostScripta u printerima, poznat kao procesor rasterske slike ili RIP. Kako je veliki broj novih platformi baziranih na RISC postao dostupan sredinom 1980-ih, neki su smatrali da nedojstaje Adobeova korisnička na novim mašinama.
Ova a i pitanja troškova su dovela do toga da implementacija PostScript trećih strana postane uobičajena, osobito kod jeftinijih printera (gdje se naknada za licenciranje bila prepreka) ili kod najskuplje tiskarske opreme (gdje je potražnja za brzinom zahtijevala podršku za nove platforme brže nego što je Adobe mogao pružiti). U jednom trenutku, Microsoft licencira Apple-u interpreter kompatibilan s PostScriptom pod nazivom TrueImage, a Apple licencira Microsoftu svoj novi font format, TrueType. Apple postiže sporazum s Adobeom i licencira pravi PostScript za printere, a TrueType postaje standard za obrisu font tehnologiju za Windows i Macintosh.
Danas se PostScript kompatibilni tumači trećihstrana naširoko koriste za printere i multifunkcijske periferije (MFP). Na primjer, DOP-PLC IPS PS3 interpreter, nekad poznat kao PhoenixPage je standard u mnogim printerima i MFP-evi, uključujući i one razvijen od strane tvrtke Hewlett-Packard i prodane pod LaserJet i Color LaserJet linijama. Ostale treće strane PostScript rješenja korišteni za tisak i MFP proizvođače uključuju Jaws i Harlequin RIP, oboje od strane Global Graphics. Slobodna inačica softvera, s nekoliko drugih aplikacija, je Ghostscript. Nekoliko kompatibilnih interpretera je navedeno na "Undocumented Printing Wiki".
Neki osnovni, jeftini laserski printeri ne podržavaju PostScript, umjesto toga dolaze s driverima koji jednostavno rasteriziraju izvorni grafički format platforme, radije nego da ih pretvaraju prvo u PostScript. [Citat potreban] Kada je potrebna PostScript podrška za takav printer, može se koristiti Ghostscript. Tu su i brojni komercijalni PostScript interpreteri, kao što su TeleType Co.-ov T-Script.

## Programski jezik
PostScript je Turing-potpni programski jezik.

## Vanjske poveznice
- PostScript Language Reference, third edition  Arhivirana inačica izvorne stranice od 14. lipnja 2006. (Wayback Machine) (PLR3), zajedno s Supplement  Arhivirana inačica izvorne stranice od 3. lipnja 2006. (Wayback Machine), de facto definicija jezika, poznata kao "Crvena knjiga" (PDF) (eng.)